# Coenosia atritibia
Coenosia atritibia är en tvåvingeart som beskrevs av Ringdahl 1926. Coenosia atritibia ingår i släktet Coenosia och familjen husflugor. Arten är reproducerande i Sverige. Inga underarter finns listade i Catalogue of Life.